# Gare d'Herbeauvilliers
La gare d'Herbeauvilliers est une gare ferroviaire française de la ligne de Bourron-Marlotte - Grez à Malesherbes, située sur le territoire de la commune de Buthiers dans le département de Seine-et-Marne en région Île-de-France.

## Situation ferroviaire
Établie à 109 mètres d'altitude., a gare d'Herbeauvilliers est située au point kilométrique 17,434 de la ligne de Bourron-Marlotte - Grez à Malesherbes, entre les gares de La Chapelle-la-Reine et de Malesherbes. 

## Histoire

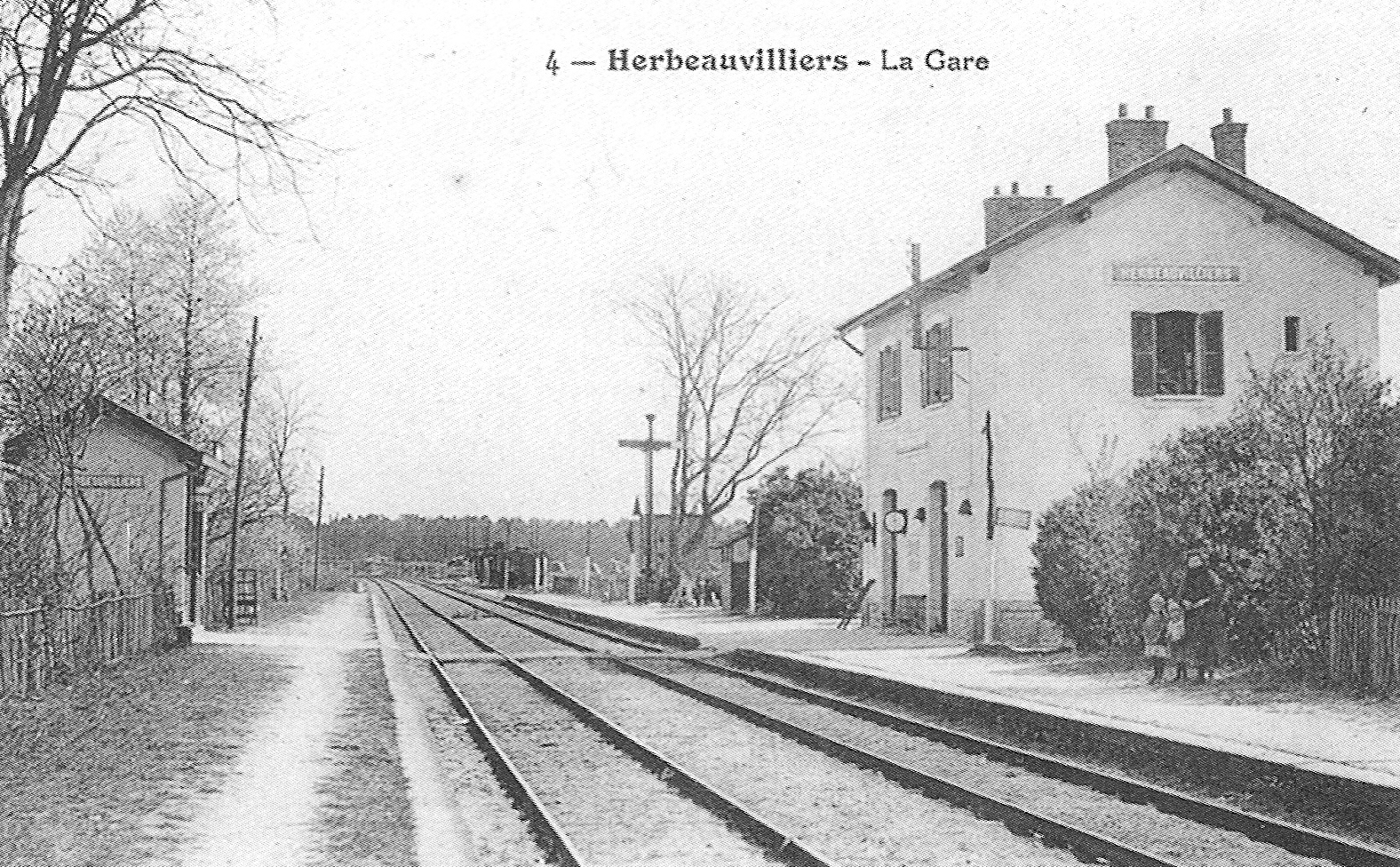
Vue de la gare au début du XXe siècle.

## Service des voyageurs
Gare fermée au service voyageurs.